# قوزاق زاباروجيون

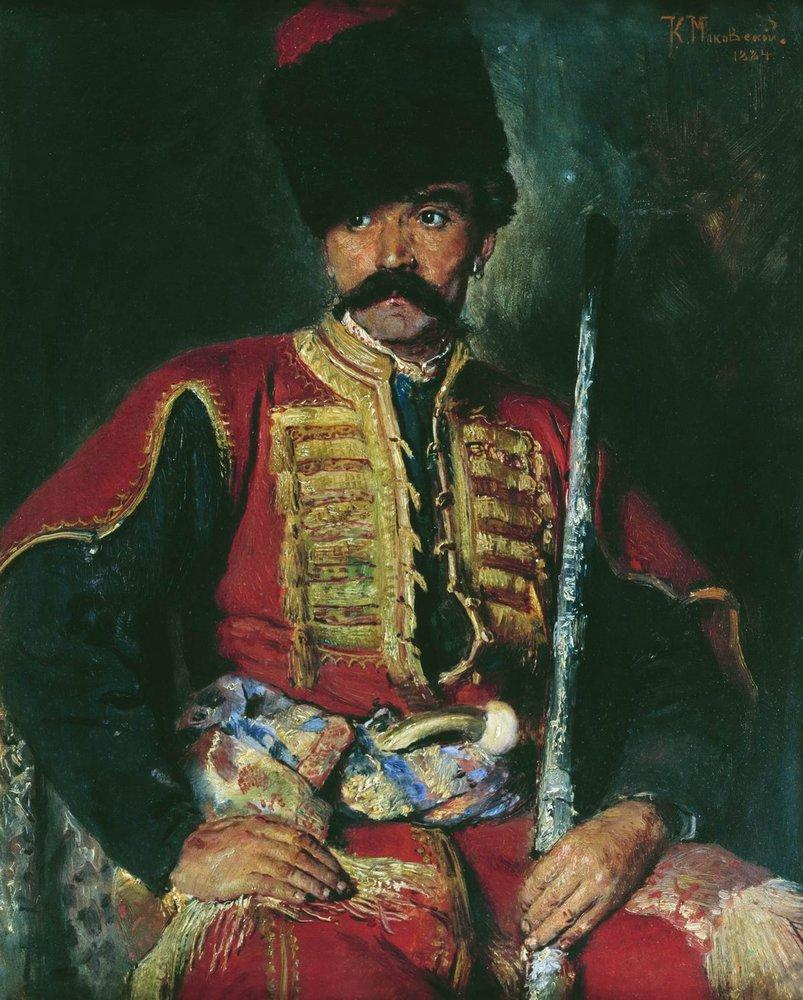
لوحة تصوّر قوزاقًا زاباروجيًا بريشة كونستانتين ماكوفسكي (1884)

القوزاق الزاباروجيون أو الجيش القوزاقي الزاباروجي (بالأوكرانية: Військо Запорозьке أو Військо Запорізьке) أو يعرفون باسم الزاباروجيين (بالأوكرانية: Запорожці)، هم القوزاق الذين عاشوا في المناطق الجنوبية باتجاه المنحدرات السريعة المتفرعة عن الدنيبر. لعب القوزاق الزاباروجيون -إلى جانب وحدات القوزاق المسجَّلين وقوزاق سلوبودا- دورًا هامًا في تاريخ أوكرانيا والتكوين الإثني للأوكرانيين.
شهد السيتش الزاباروجيّ نموًا سريع الوتيرة خلال القرن الخامس عشر نتيجة فرار الأقنان من الأجزاء الواقعة تحت سطوة الكومنولث البولندي الليتواني. أصبح السيتش من الكيانات السياسية الراسخة والتي حظيت بالاحترام وتمتعت بنظام حكم برلماني. كان القوزاق الزاباروجيون قوة سياسية وعسكرية قوية خلال القرنين السادس عشر والسابع عشر وإبان القرن الثامن عشر، واستطاعوا مواجهة سلطة الكومنولث البولندي الليتواني والقيصرية الروسية وخانيّة القرم.
خاضت الجماعة سلسلة من النزاعات العديدة ودخلت في تحالفات مختلفة مع هذه القوى الثلاث. كذلك لم تتردد في دعم إحدى الانتفاضات التي اندلعت إبان القرن الثامن عشر. توصل زعيمهم إلى توقيع معاهدة مع الروس. فكَّكت الإمبراطورية الروسيَّة هذه الجماعة بالقوة خلال أواخر القرن الثامن عشر. ونقلت قسمًا كبيرًا من السكان إلى منطقة كوبان الواقعة جنوبي الإمبراطورية الروسيَّة، وذلك في الحين الذي تمكن بعضهم الآخر من تأسيس مدن في جنوب أوكرانيا، وأصبحوا يشتغلون في الفلاحة في نهاية المطاف. لعب القوزاق دورًا مؤثرًا في غزو القبائل القوقازية، واستفادوا في المقابل من الحرية الكبيرة الممنوحة لهم من القياصرة.

## وصلات خارجية
- القوزاق الزاباروجيون -موسوعة أوكرانيا (بالإنجليزية)
- السيتش الزاباروجي - موسوعة أوكرانيا (بالإنجليزية)